# Тейково (станция)
Тейково — железнодорожная станция Ярославского региона Северной железной дороги, расположена в городе Тейково Ивановской области.
Является промежуточной для поезда «Москва — Кинешма», а также для пригородных поездов Иваново — Юрьев-Польский (1 пара в день) и Иваново — Александров (1 пара в день). Среднее время движения от/до Иванова составляет 45 минут.
Имеет одну боковую низкую платформу. Рядом находится здание вокзала. Переход через пути станции осуществляется по пешеходному мосту. Турникетами не оборудована.

## Дальнее следование по станции
| Круглогодичное обращение поездов | Круглогодичное обращение поездов | Круглогодичное обращение поездов | Круглогодичное обращение поездов |
| № поезда                         | Маршрут движения                 | № поезда                         | Маршрут движения                 |
| -------------------------------- | -------------------------------- | -------------------------------- | -------------------------------- |
| 661                              | Кинешма — Москва                 | 662                              | Москва — Кинешма                 |

| Сезонное обращение поездов | Сезонное обращение поездов | Сезонное обращение поездов | Сезонное обращение поездов |
| № поезда                   | Маршрут движения           | № поезда                   | Маршрут движения           |
| -------------------------- | -------------------------- | -------------------------- | -------------------------- |
| 495                        | Кострома — Адлер           | 496                        | Адлер — Кострома           |
| 539                        | Кострома — Анапа           | 540                        | Анапа — Кострома           |
| 673                        | Иваново — Москва           | 674                        | Москва — Иваново           |